# École normale supérieure Paris-Saclay
L'École normale supérieure Paris-Saclay (in precedenza École normale supérieure de Cachan) è un ente di insegnamento superiore francese che fa parte delle scuole normali superiori.